# Dieter Krause (Kanute)

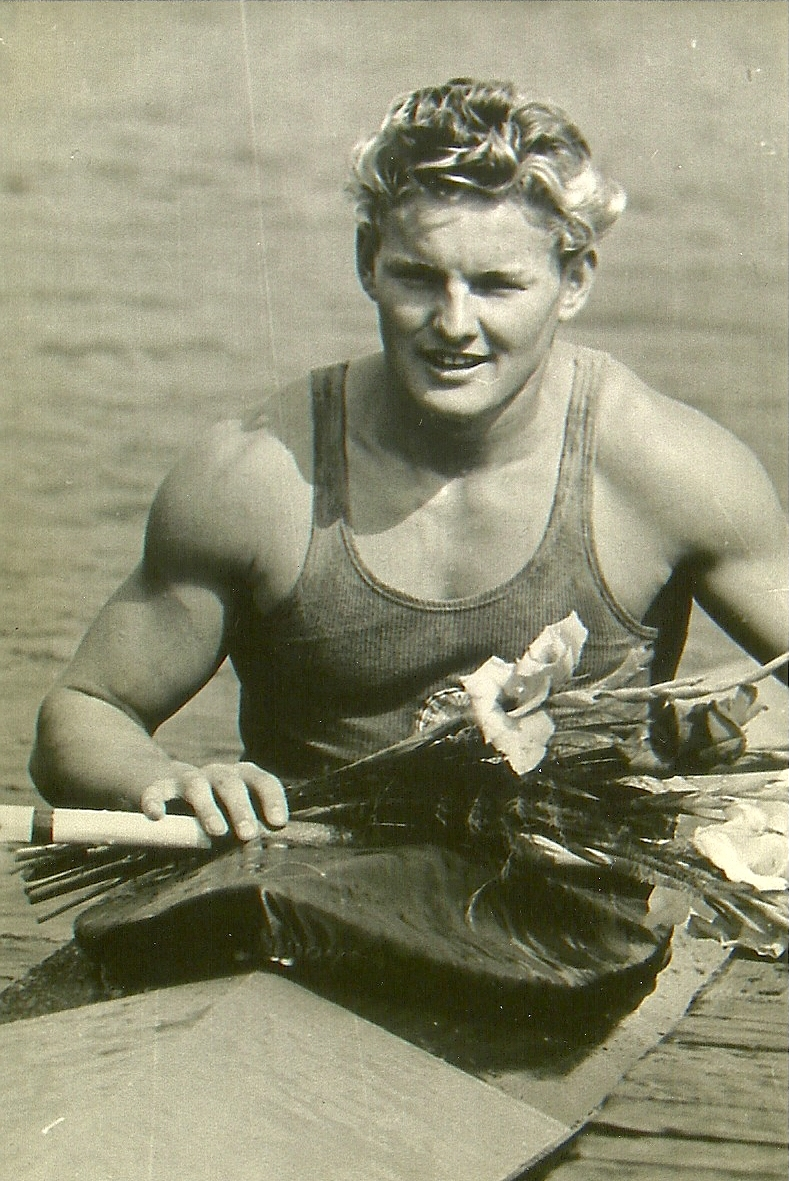
Dieter Krause in den 60ern

Dieter Krause (* 18. Januar 1936 in Brandenburg an der Havel; † 10. August 2020 in Bad Saarow) war ein deutscher Kanute und Sportfunktionär. Er wurde 1960 in Rom Olympiasieger.

## Werdegang
Krause war 1953 und 1954 Jugendmeister der DDR. Als er sein Studium an der Deutschen Hochschule für Körperkultur (DHfK) in Leipzig aufnahm, schloss er sich dem Sportclub der DHfK an.
Er gewann zwischen 1955 und 1965 insgesamt 23 DDR-Meistertitel. 1958 war er mit Bronze über 500 Meter der erste Kanute aus der DDR, der eine Weltmeisterschaftsmedaille gewann. 1959, 1961 und 1963 wurde er im Viererkajak Europameister.
Bei den Olympischen Sommerspielen 1960 auf dem Albaner See wurde einmalig eine 4-mal-500-Meter-Staffel im Einer-Kajak ausgetragen (die ab 1964 durch den Vierer-Kajak ersetzt wurde). Für diese Staffel wurden mit Friedhelm Wentzke und Paul Lange zwei Kanuten aus der Bundesrepublik und mit Günter Perleberg und Krause zwei Kanuten aus der DDR gemeldet. Die Staffel gewann Gold und war damit das erfolgreichste gesamtdeutsche Team. Zusammen mit Wolfgang Lange belegte Krause zudem im Zweier-Kajak über 500 Meter den achten Platz.
Nach seiner Wettkampfkarriere war der ausgebildete Diplom-Sportlehrer als Trainer und Sportfunktionär für den Deutschen Turn und Sportbund tätig. Er war der letzte Generalsekretär des DDR-Radsportverbandes.

## Mitarbeiter der Staatssicherheit
Krause war als Inoffizieller Mitarbeiter mit dem Decknamen „Reiner Lesser“ für die Staatssicherheit der DDR tätig. Er ließ sich auf Anweisung der Stasi in die Wohnung eines Sportkameraden einladen, um diesen für eine bestimmte Zeit „abzusichern“.

## Auszeichnungen (Auswahl)
- 1960: Vaterländischer Verdienstorden in Bronze